# Đặng Quang Vinh
Đặng Quang Vinh (Tên tiếng Anhː Alan Tang) là một diễn viên, kiêm nhà sản xuất và đạo diễn nổi tiếng Hồng Kông, ông được mệnh danh là hoàng tử, là nam thần hàng đầu của dòng phim tình cảm Quỳnh Dao đình đám trong suốt thập niên 70 và là siêu sao hành động trong thập niên 80 và đầu thập niên 90 của điện ảnh Hồng Kông thời hoàng kim với nhiều phim ăn khách. Tại Việt Nam, ông nổi danh với vai chàng công tử Mẫn Vân Lâu trong bộ phim đình đám "Mùa thu lá bay" từng làm mưa làm gió trong thập niên 70.

## Tiểu sử
Đặng Quang Vinh sinh ngày 20 tháng 9 năm 1946 tại huyện Thuận Đức, thành phố Quảng Châu, tỉnh Quảng Đông, Trung Quốc. Khi ông được 2 tuổi thì gia đình di dân sang Hồng Kông. Ông là con út trong một gia đình giàu có tại Hồng Kông. Gia đình ông có 4 đứa con, trên ông là hai anh trai và một chị gái, thuở nhỏ ông được ba mẹ nhất mực cưng chiều. Ông chưa từng nghĩ sẽ trở thành diễn viên, mà chỉ muốn trở thành một công chức bình thường. Trước khi làm diễn viên, thời trung học ông từng làm công việc phiên dịch tiếng Anh sang tiếng Quảng Đông tại đài phát thanh, đồng thời cũng làm qua công việc người mẫu bán thời gian.

## Quá trình vào nghề & Sự nghiệp đỉnh cao

### Thập niên 60ː Ngôi sao tuổi teen và biệt danh "Hoàng tử học sinh"
Năm 1963 khi Đặng Quang Vinh mới 16 tuổi, đoàn làm phim "Hoàng tử học sinh" đang cần tuyển một diễn viên mới cho bộ phim của họ, khi họ vào quay tại trường trung học của Đặng Quang Vinh đang theo học. Lúc đó các bạn học cùng lớp của Đặng Quang Vinh đã gửi ảnh của ông cho các nhà sản xuất và đạo diễn bộ phim, họ đã ấn tượng với gương mặt đẹp trai cuốn hút cùng với chiều cao lý tưởng 1m 83 của ông, đồng thời các bạn cùng lớp đã đồng loạt ký tên buộc ông tham gia vào buổi casting của bộ phim nên ông đã quyết định tham gia và cuối cùng ông đã xuất sắc vượt qua hơn 2000 thí sinh dự thi để được nhận vào vai nam chính của bộ phim "Hoàng tử học sinh" chính thức bước vào trường quay phim. Khi bộ phim "Hoàng tử học sinh" được công chiếu vào mùa hè năm 1964, thì doanh thu kỷ lục của bộ phim tại phòng vé đã khiến ông thành sao chỉ sau một đêm, kể từ đó ông mang biệt danh là "Hoàng Tử học sinh". Ông học cao đẳng tại trường New Method College (là một trường dành cho giới quý tộc tại Hồng Kông), học khoa lịch sử Trung Quốc.Sau khi tốt nghiệp, ông được giữ lại trường giảng dạy môn lịch sử Trung Quốc nhờ những thành tích xuất sắc trong học tập và nhận được học bổng tuyển thẳng vào trường Đại Học Luật Hồng Kông, nhưng sau đó ông quyết định từ bỏ để theo nghiệp diễn xuất.
Sự nghiệp diễn xuất chuyên nghiệp của Đặng Quang Vinh bắt đầu từ sau khi ông tốt nghiệp Cao đẳng vào năm 1967, và Quang Vinh tiếp tục xuất hiện đều đặn trong các bộ phim tâm lý tình cảm dành cho thanh thiếu niên, được gọi với biệt danh "Hoàng tử học sinh". Những năm cuối thập niên 60,ông cùng các ngôi sao nữ nổi danh như: Trần Bảo Châu, Tiết Gia Yến, Tiêu Phương Phương, Lý Tư Kỳ và các thần tượng tuổi teen khác làm mưa làm gió tại thị trường phim tiếng Quảng Đông, các tác phẩm của ông thời kỳ này bao gồm: "Thố Nữ Lang" (1967), "Đêm giáng sinh lung linh" (1967), "Cô dâu bị xiềng xích"(1967), "Thiết Nhị Hồ" (1968), "Xuân Hiểu Nhân Quy Thời" (1968), "Phi nam phi nữ" (1969), "Đèn đỏ đèn xanh" (1969), "Thời gian vui vẻ" (1970), "Học phủ tân trào" (1970), "Tiểu thư không có nhà" (1970), v.v. Ngoài ra, riêng Quang Vinh luôn được các tạp chí điện ảnh bầu chọn là "Nam diễn viên xuất sắc nhất" hay "Nam diễn viên được yêu thích nhất".

### Thập niên 70ː Nam thần phim tình cảm, siêu sao đắt giá nhất và nhà sản xuất trẻ tuổi
Đặng Quang Vinh sở hữu ngoại hình điển trai với chiều cao lý tưởng 1m83, phong thái lịch lãm và diễn xuất tinh tế, phóng khoáng khiến nhiều cô gái trẻ si mê, trong đó có thiên vương Hong Kong Lưu Đức Hoa mặc dù là nam cũng là fan hâm mộ cuồng nhiệt của ông. Thập niên 70 chính là thời kỳ hoàng kim nhất của Đặng Quang Vinh khi ông đến Đài Loan để phát triển và đóng hơn 60 phim tiêu biểu tại đây.Các phim ông đóng đa phần là thể loại tâm lý tình cảm lãng mạn. Ông đã hợp tác với hàng loạt những sao nữ nức tiếng xinh đẹp như Lâm Thanh Hà, Lâm Phụng Kiều và Chân Trân. Ông thường xuyên đóng cặp với Lâm Thanh Hà trong rất nhiều phim nổi tiếng mà nổi bật nhất là Run Lover Run (Ái tình trường bào) và Forever My love (Phong diệp tình).
Đầu những năm 70, do sự suy giảm thị trường phim ảnh tiếng Quảng Đông, ông chuyển hướng phát triển với dòng phim tiếng Quan Thoại và tiếp tục thành công với "Lãng tử và tu nữ" (1971), "Tình yêu lừa dối" (1972), "Hỏa Luyến" (1972), "Tình biến"(1972) mở ra giai đoạn vô cùng nổi tiếng tại khu vực Đông Nam Á đặc biệt là tại Malaysia. Năm 1971, vượt qua những cái tên đình đám như Lý Tiểu Long hay Địch Long, Đặng Quang Vinh được bầu chọn là ngôi sao nổi tiếng nhất và được yêu thích nhất xứ Cảng Thơm. Năm 1972, đáp lại lời mời đóng phim, ông đã đến Đài Loan đóng chính bộ phim chuyển thể từ nguyên tác tiểu thuyết tình yêu nổi tiếng "Bạch ốc chi luyến" (Tình yêu trong ngôi nhà trắng) hợp tác lần đầu tiên với Chân Trân, khi công chiếu bộ phim đã trở thành bom tấn thành công vang dội tại phòng vé và tên tuổi của ông được nâng lên tầm cao hơn như là siêu sao màn bạc của dòng phim văn học (ngôn tình).
Kể từ đó thì danh tiếng của Đặng Quang Vinh ngày một tăng cao số đầu phim cũng tăng, ông đi và về giữa hai nơi Hồng Kông và Đài Loan để đóng phim, các thể loại phim ông tham gia rất đa dạng từ dòng phim thần tượng thịnh hành, đến phim tiểu thuyết tình cảm, đến phim hiện thực kỳ tình, phim hài lãng mạn, phim hành động võ thuật.....trong đó bao gồm các tác phẩm nổi bật như: "Đảng Khẩu Tam Lang" (1973), "Tiểu du đẩu đại tặc" (1973), "Thái vân phi" (1973) (Mùa thu lá bay), "Vong mệnh lãng tử" (1973), "Minh nhật thiên nhai" (1973), "Hải âu phi xứ" (1974), "Đông luyến" (1974), "Nhất niên huyễn mộng" (1974 ), "Cận thủy lâu đài" (1974), "Lang vẫn" (1975), "Vùng đất ngoan cường" (1975), "Ái tình trường bào" (1975), "Long phụng phối" (1975), "24 giờ yêu" ( 1975), "Phong Diệp Tình" (1976), "Tình yêu Kung fu" (1976), "Cuộc hẹn buổi sáng" (1976), "Đại phú nhân gia" (1976), "Tình yêu như trò chơi" (1976), "Chuyện tình Hạ Uy Di" (1976), "Hoàng hôn Ba Tư" (1977), "Truy đuổi" (1978) và "Bích Hải Tình Thiên" (1978).
Còn tại Việt Nam thì trong thập niên 70, bộ phim Mùa thu lá bay vang danh khắp Châu Á từng gây cơn sốt mạnh mẽ, khiến giới trẻ Sài Gòn và các đô thị lớn mất ăn mất ngủ. Đặng Quang Vinh cùng với Chân Trân được xem như "cặp tình nhân lý tưởng" của phim tình cảm Quỳnh Dao. Sau này khi Viện tư liệu phim cho chiếu lại bộ phim này ở các rạp Quốc tế, Đống Đa, Hòa Bình dưới dạng phim tư liệu, cũng gây nên cơn sốt của khán giả Việt Nam sau năm 1975. Năm 1973, nhân ngày điện ảnh Việt Nam, Đặng Quang Vinh cùng với Lý Thanh, Chân Trân, Khương Đại Vệ, Địch Long đã đến Sài Gòn và gặp gỡ các nghệ sĩ Việt Nam như Kim Cương, Thẩm Thúy Hằng, Thanh Nga và Mộng Tuyền.
Theo báo cáo tư liệu thống kê về mức thu nhập của các ngôi sao điện ảnh, thì nhờ vào độ nổi tiếng của mình, mà thù lao mỗi phim Đặng Quang Vinh nhận được là 150,000 đô la Hồng Kông (khoảng hơn 20, 000 USD), là ngôi sao Hồng Kông được trả cát xê cao nhất trong thập niên 70. Tại thị trường Đài Loan ông cũng là ngôi sao chiếm lĩnh thị trường này với mức thù lao lên đến 180,000-200,000 đô la Hồng Kông (khoảng hơn 25,000 USD) mỗi phim. Năm 1974, phỏng vấn cho một tờ tạp chí, Quang Vinh từng nói có khi cùng lúc ông đóng đến 6 phim. Tuy nhiên mỗi ngày ông chỉ đóng một phim nên gây khó cho các nhà sản xuất.
Năm 1974, Quang Vinh không chỉ đóng chính trong phim Splendid Love in Winter ("Đông luyến") với Chân Trân mà còn là nhà sản xuất của bộ phim. Cùng năm đó, bộ phim hợp tác với Mỹ là Dynamite Brothers cũng đã được phát hành. Trong phim ông cộng tác với diễn viên Mỹ Timothy Brown và Ngô Hán Chương. Cuối những năm 70, sự nghiệp của ông tiếp tục thành công rực rỡ ở cả thị trường Hồng Kông lẫn Đài Loan. Năm 1977, Quang Vinh đóng chính trong bộ phim tình cảm lãng mạn của đạo diễn John Lo Mar Impetuous Fire, đóng cặp với ngôi sao tuổi teen đang lên Dư An An. Bộ phim được quay chủ yếu tại Ma Cao, kể từ phim này ông bắt đầu mở rộng việc kinh doanh tại đây. Sau đó vào năm 1977, ông thành lập hãng phim The Wing-Scope Company.

### Thập niên 80-90ː Siêu sao phim hành động, nhà sản xuất lừng danh
Năm 1987, Đặng Quang Vinh thành lập một hãnh phim khác, In-Gear Film Production Co., Ltd., cùng với anh trai của ông là nhà sản xuất Rover Tang, tiếp tục với vai trò diễn viên chính kiêm nhà sản xuất và xây dựng hình ảnh siêu sao hành động vô cùng thành công. Các tác phẩm gây tiếng vang của ông trong thập niên 80 -90 bao gồm ː Hoàng Họa (1984), Giang hồ long hổ đấu  (1987), Tái chiến giang hồ (1990), Long đằng tứ hải (1992), Gangland Odyssey (1992) và Hành động Hắc Báo (1993). Ông cũng sản xuất hai bộ phim do Vương Gia Vệ đạo diễn là Vượng Giác các môn(1988) và A Phí chính truyện (1991). Cũng kể từ thập niên 80 thù lao ông tăng lên đến hơn 700,000 đô la Hồng Kông cho mỗi phim.

## Hợp tác với Vương Gia Vệ
Giữa thập niên 80, Vương Gia Vệ đã trở thành đạo diễn kiêm biên kịch cho hãng Wing-Scope và In-Gear. Ông đã viết kịch bản cho các phim Tái chiến giang hồ và Giang hồ long hổ đấu, cả hai phim này đều là do Đặng Quang Vinh đóng chính.
Phong cách làm phim nghệ thuật hoài niệm của Vương Gia Vệ đã được hình thành trong quá trình làm việc với Đặng Quang Vinh, ông đã đầu tư vào bộ phim đầu tiên của Vương Gia Vệ là Vượng Giác các môn. Sự nghiệp của Vương Gia Vệ cất cánh bay cao khi ông đạo diễn phim A Phi chính truyện năm 1990 mặc dù Đặng Quang Vinh đã thua lỗ hànhg triệu đô la để đầu tư vào bộ phim.

## Những năm sau đóː kinh doanh nhà hàng, hoạt động từ thiện và đấu tranh dân chủ
Sau khi về hưu từ năm 1994, hãnh phim Media Asia Group đã giành quyền phát hành độc quyền các bộ phim của hãng In-Gear của ông dưới dạng DVD. Từ cuối thập niên 90, Đặng Quang Vinh đã bắt đầu theo đuổi sự nghiệp thứ hai của mình là kinh doanh nhà hàng. Ngoài ra, ông còn là nhà hoạt động từ thiện tích cực ở cả Hồng Kông lẫn Đại Lục với tư cách cá nhân cũng như thành viên của Hiệp hội từ thiện Rotarian. Theo cuốn hồi ký của nhà hoạt động dân chủ Szeto Wah, Đặng Quang Vinh là người hỗ trợ về mặt tài chính cũng như vật chất đáng kể để những sinh viên hoạt động chính trị có thể trốn thoát khỏi Trung Quốc từ sau sự kiện Thảm sát Thiên An Môn. Szeto từng nói Đặng Quang Vinh đã dùng ảnh hưởng của mình tại Ma Cao để giúp đỡ phong trào hoạt động dân chủ Operation Yellowbird (Hoàng Tước hành động) và cá nhân cũng bỏ tài chính ra giúp đỡ để mọi người có thể tiết kiệm thời gian, nhưng ông chưa từng công khai mà bí mật giúp đỡ hoạt động này.

## Đại ca xã hội đen và đại ca của cả làng giải trí Hồng Kông
Đặng Quang Vinh được nể phục không chỉ bởi thành công nghệ thuật của ông mà còn bởi nam diễn viên có liên quan tới xã hội đen và là người luôn hết mình vì người khác.Từ khi còn học phổ thông Đặng Quang Vinh đã quen biết với Lưu Vinh Câu, kẻ cầm đầu nhóm giang hồ máu mặt của Hong Kong với tên gọi Liên Công Nhạc. Sau đó, Đặng Quang Vinh thay Lưu Vinh Câu quản lý nhóm này.Trong những năm tháng còn hoạt động, Đặng Quang Vinh từng ra mặt giúp nhiều nghệ sĩ dàn xếp những vướng mắc với giang hồ. Ông cũng là bạn kết nghĩa với các ngôi sao lớn như Lý Tiểu Long, Trần Huệ Mẫn, Tạ Hiền, Thẩm Điện Hà. Đặng Quang Vinh với phong cách "tứ hải", nên trong làng giải trí rất được mọi người yêu mến, ông cùng với Trương Xung, Tạ Hiền, Trần Tự Cường,Trần Hạo, Tần Tường Lâm và Thẩm Điện Hà đã kết nghĩa anh em, nhóm gồm 6 nam và 1 nữ được đặt tên là " Những con chuột bạc" (trong đó ông ở vị trí thứ 6). Đời sống tình cảm của các thành viên rất tốt đẹp và thân thiết. Ông còn nổi tiếng là đại ca đứng đầu trong làng giải trí, được cả làng giải trí xứ Cảng Thơm nể trọng và yêu mến. Ngoài ra, ông nâng đỡ nhiều nghệ sĩ mà đến nay đã trở thành huyền thoại như Vương Gia Vệ, Trương Quốc Vinh, Lưu Đức Hoa.

## Đời sống tình cảm & gia đình
Đặng Quang Vinh quen nữ diễn viên Nghiêm Trân Nạp và kết hôn sau một thời gian dài yêu nhau trong bí mật, vì lúc đó mọi nhất cử nhất động của ông đều bị giới truyền thông chú ý, chưa kể nếu công khai quan hệ sẽ ảnh hưởng đến hình tượng và việc phát triển sự nghiệp của ông. Thời gian yêu nhau, tài tử họ Đặng luôn hạn chế bạn gái không được phép ăn mặc hở hang khi đi ra ngoài. Sau khi hai người nên đôi, làng giải trí vẫn không hề hay biết. Nàm 1980, chỉ đến khi tin đồn giữa ông với cô đào Trương Ngải Gia xôn xao Cbiz, Đặng Quang Vinh buộc phải lên tiếng tiết lộ ông đã có vợ là nữ diễn viên Nghiêm Trân Nạp (lúc đó đang mang bầu đứa con gái đầu lòng) và không bao giờ phản bội bà xã. Lúc quen nhau, vì cuộc sống ngôi sao quá bận rộn, mỗi người ở mỗi nơi nên ít có thời gian gặp gỡ và cũng thường xuyên cãi nhau, nên ông và bạn gái quyết định chia tay một thời gian. Có một thời gian, Đặng Quang Vinh và Lâm Thanh Hà được fans hâm mộ cả hai bên và báo chí gán ghép với nhau vì độ xứng đôi của hai người, nhưng sau đó ông và bạn gái tái hợp còn Lâm Thanh Hà vướn vào mối tình tay ba ồn ào với Tần Hán và Tần Tường Lâm.
Hai vợ chồng Đặng Quang Vinh có với nhau hai con gái và không ai theo nghiệp diễn của cha mẹ. Con gái lớn tên Yvette Đặng Nghiệp Hân (sinh năm 1981) theo học ngành tài chính tại Mỹ và làm việc tại Mỹ. Sau này, cô nghe lời cha trở lại Hong Kong lập công ty riêng kinh doanh đồ trang sức. Trong khi cô út tên Ellie Đặng Nghiệp Vỹ (sinh năm 1986) cũng tốt nghiệp đại học và kinh doanh như chị, mở công ty về môi trường. Con gái đầu vẫn độc thân, còn con gái út hiện đã có gia đình riêng.

## Qua đời
Vào ngày 29 tháng 3 năm 2011, Đặng Quang Vinh đã chết tại nhà riêng ở khu biệt thự trên đồi Ho Man Tin vào khoảng 9 giờ tối sau khi tái phát bệnh tim. Người phát hiện ra thi thể của ông là người giúp việc, bà cũng đã ngay lập tức gọi cảnh sát cùng các con của ông sau đó. Khoảng 1 tiếng sau, con gái lớn của Đặng Quang Vinh có mặt tại nhà cha mình. Đặng Quang Vinh ra đi rất nhẹ nhàng.

## Ồn ào sau khi mất: Scandal cưỡng hiếp
Vào tháng 12 năm 2013, sau khi mất 2 năm, tạp chí Next đã có được đoạn video phỏng vấn với nữ diễn viên quá cố Lam Khiết Anh. Trong đó bà ta nói bà đã bị "hai ông lớn" của làng giải trí Hong Kong cưỡng hiếp hơn 20 năm trước. Bà Lam ám chỉ người đầu tiên cưỡng hiếp bà sau khi đã uống rượu say, gần đây mới qua đời. 5 năm sau, tháng 1 năm 2018, một phóng viên Trung Quốc Zhuo Wei đã up lên mạng một đoạn phỏng vấn bà Lam mà chưa được kiểm duyệt, mà bà ta đã tiết lộ hai người đó chính là Đặng Quang Vinh và Tăng Chí Vỹ. Tăng Chí Vỹ sau đó đã phủ nhận cáo buộc trên là không đúng sự thật và bà Lam là người bị bệnh tâm thần, lời nói bất nhất.

## Những phim đã tham gia

### Diễn viên
| Năm  | Tên phim (Hoa/Anh/Việt)                                                                         | Vai diễn                  | Ghi chú   |
| ---- | ----------------------------------------------------------------------------------------------- | ------------------------- | --------- |
| 1964 | 學生王子/ The student prince/ Hoàng Tử Học Sinh                                                 | Đặng Doãn Thông           |           |
| 1967 | 兔女郎/ Bunny girl / Thố nữ lang                                                                |                           |           |
| 1967 | 金色聖誕夜/A Glamourous Christmas Night/ Đêm giáng sinh lung linh                               |                           |           |
| 1968 | 春曉人歸時/A Time For Reunion / Xuân Hiểu Nhân Quy Thời                                         | Phương Trung Dương        |           |
| 1968 | 鐵二胡/Iron Fiddle /Thiết Nhị Hồ                                                                |                           |           |
| 1968 | 鎖著的新娘 /Bride in Chains/ Cô dâu bị xiềng xích                                               | Paul Fu                   |           |
| 1969 | 紅燈綠燈 / Red Light, Green Light /Đèn đỏ đèn xanh                                              |                           |           |
| 1969 | 黃衫客/ The One in Yellow/ Hoàng Sam Khách                                                      |                           |           |
| 1969 | 飛男飛女/Social Characters / Phi nam phi nữ                                                     | Cao Bĩ Đức                |           |
| 1969 | 合歡歌舞慶華年/Let's Sing and Dance to Celebrate a Peaceful Year/ Hợp hoan ca vũ khánh hoa niên | Trương Diệc Huy           |           |
| 1969 | 成家立室/Let's Build a Family / Thành gia lập thất                                              |                           |           |
| 1970 | 快樂時光/ Happy times/ Thời gian vui vẻ                                                         | Cheng                     |           |
| 1970 | 學府新潮/ Mordern school life/ Học phủ tân trào                                                 | David Tong (Thang Đại Vệ) |           |
| 1970 | 瘋狂酒吧/ The mad bar/ Quán bar điên cuồng                                                      |                           |           |
| 1970 | 小姐不在家/ Miss Not Home / Tiểu thư không có nhà                                               |                           |           |
| 1971 | 我為你痴迷/ I Am Crazy About You / Tôi si mê vì em                                              | Thang Cơ Bảo              |           |
| 1971 | 我的情人/ Oh my love / Người yêu dấu của anh                                                    |                           |           |
| 1971 | 無敵鐵沙掌 / The Invincible Iron Palm / Vô địch thiết sa chưởng                                 | Hàn Đào                   |           |
| 1971 | 日月神童/ The Mighty Couple / Nhật nguyệt thần đồng                                             | Nhạc Đệ                   |           |
| 1971 | 浪子與修女 / Maria / Lãng tử và tu nữ                                                           | A Luân                    |           |
| 1971 | 淘氣女歌手/ Song of Happy Life / Nữ ca sĩ tinh nghịch                                           |                           |           |
| 1971 | 鈔票與我 /Money and I / Tiền và tôi                                                             |                           |           |
| 1971 | No Other Way                                                                                    | Roy Supit                 |           |
| 1972 | 偷情世界/The Stealing Love                                                                      |                           |           |
| 1972 | 鬼馬女歌手/Songs and Romance Forever                                                            |                           |           |
| 1972 | 火戀/Impetuous Fire/ Hỏa Luyến                                                                  | Tommy                     |           |
| 1972 | 色字頭上一把刀/The Peeper, the Model and the Hypnotist                                          |                           |           |
| 1972 | 騙術大觀/ Cheating in Panorama/ Biển thuật đại quan                                             |                           |           |
| 1972 | 辣手強徒/The Notorious Ones / Lạt thủ cường đồ                                                  | Brucy                     |           |
| 1972 | 白屋之戀/Love in a Cabin/ Tình yêu trong căn phòng trắng                                        | Chung Ưng Tư              |           |
| 1972 | 情變/ Changing love /Tình biến                                                                  |                           |           |
| 1972 | 血愛/Love and Blood /Huyết ái                                                                   |                           |           |
| 1972 | 野馬/Wild Horse/ Ngựa Hoang                                                                     |                           |           |
| 1972 | 拳門/The Bloody Fight / Quyền Môn                                                               | Shih Chen-Wa              |           |
| 1972 | 火燙的愛人/Huo Tang De Ai Ren / Người yêu nóng bỏng                                             |                           |           |
| 1973 | 血洒後街/ Back Street / Huyết tửu hậu nhai                                                      | Châu Chí Cường            |           |
| 1973 | 蕩寇三狼 / Death Comes in Three/ Đảng Khẩu Tam Lang                                             | George                    |           |
| 1973 | 彩雲飛/ The Young Ones / Mùa thu lá bay                                                         | Mẫn Vân Lâu               |           |
| 1973 | 明日天涯/ If Tomorrow Comes/ Minh nhật thiên nhai                                               | Paul                      |           |
| 1973 | 小偷鬥大賊 / The Rats / Tiểu du đẩu đại tặc                                                     |                           |           |
| 1973 | 愛從那裡來/Where Does Love Come From?/Tình yêu đến từ đâu                                       |                           |           |
| 1973 | 香港夜譚/Hong Kong Nite Life/ Hương Cảng dạ đàm                                                 |                           |           |
| 1973 | 一蔣士/One Reed Soil/ Nhất tưởng sĩ                                                             |                           |           |
| 1973 | 怒雙衝冠/Unsubdued Furies/ Nộ song xung quan                                                    | Tiêu Hoa                  |           |
| 1973 | 鐵牛/Iron Bull/ Thiết Ngưu                                                                      | Thiết Ngưu                |           |
| 1973 | 愛慾奇譚/Love Is a Four Letter Word /Tình yêu là 4 chữ cái                                      |                           |           |
| 1973 | 香港式的偷情/Adultery Chinese Style                                                             | Đại Ngưu                  |           |
| 1973 | 應召女郎/The Call Girls/ Gái gọi                                                                | Phillip                   |           |
| 1973 | 亡命浪子/Death on the Docks / Vong mệnh lãng tử                                                 | Hứa Kiếm Anh              |           |
| 1974 | 別了親人/ Farewell Dearest/ Tạm biệt tình yêu                                                   |                           |           |
| 1974 | 一年幽夢/One Year's Fantasy/ Nhất niên huyễn mộng                                               | Hách Đông Ni              |           |
| 1974 | 天堂/ The Paradise / Thiên đường                                                                |                           |           |
| 1974 | 運財童子小祖宗/ Lucky, Lucky                                                                    |                           |           |
| 1974 | 海鷗飛處/Where the Seagull Flies/ Hải âu phi xứ                                                 | Du Mộ Hoài                |           |
| 1974 | 近水樓台/ First Come, First Love/ Cận thủy lâu đài                                              | Trần Gia Khải             |           |
| 1974 | 早婚/Too Young/ Tảo hôn                                                                         |                           |           |
| 1974 | 銀色大隊/ The Silver Band/ Ngân Sắc đại đội                                                     |                           |           |
| 1974 | 功夫兄弟/ The Dynamite Brothers / Anh em Kung fu                                                | Larry Chin                |           |
| 1974 | 花花公子/The Playboy/ Công tử đào hoa                                                           |                           |           |
| 1974 | 龍鳳配/The Colorful Ripples/ Long phụng phối                                                    | Khang Long                |           |
| 1974 | 冬戀/ The Splendid Love in Winter/ Đông luyến                                                   | Chiêm Cơ                  |           |
| 1974 | 大鄉里/The Country Bumpkin                                                                      |                           |           |
| 1975 | 吾土吾民/Land of the Undaunted/ Vùng đất ngoan cường                                            | Chu Hữu Tân               |           |
| 1975 | 翩翩情/ Love Story of Pian Pian / Biển Biển tình                                                |                           |           |
| 1975 | 彩宏焦焦/ The Floating Clouds/ Thái hoành tiêu tiêu                                             |                           |           |
| 1975 | 玫瑰戀/ Blood and Rose / Hoa hồng tình yêu                                                      |                           |           |
| 1975 | 未曾留下地止/24 Hours Romance / 24 giờ yêu                                                      | Mông Hào                  |           |
| 1975 | 愛情長跑/Run Lover Run / Ái tình trường bào                                                     | Dương Nhất Phàm           |           |
| 1975 | 狼吻/Kissed by the Wolves/Lang Vẫn                                                              | Phương Tự Luật            |           |
| 1976 | 楓葉情 / Forever My Love / Phong Diệp Tình                                                      | Cao Nguyên                |           |
| 1976 | 愛的迷藏/ Love Is Like a Game / Tình yêu như trò chơi                                           | Diệp Dĩ Thuần             |           |
| 1976 | 愛情奪標/Game of Love/ Trò chơi tình ái                                                         | Cao Thiên Tường           |           |
| 1976 | 金色的影子/ Yesterday, Today and Tomorrow/ Kim sắc ảnh tử                                       |                           |           |
| 1976 | 狼來的時候/Long Loi Dik Shut Hau/ Lang Lai Thời Hậu                                             | Lộ Nhất Minh              |           |
| 1976 | 海天一色/ The Beauty with Two Faces / Người đẹp hai mặt                                         |                           |           |
| 1976 | 戀愛功夫/Love by Post/ Công phu tình yêu                                                        | Lý Quang Minh             |           |
| 1976 | 大富人家/Born Rich / Đại phú nhân gia                                                           |                           |           |
| 1976 | 愛在夏威弟/Love in Hawaii/ Chuyện tình Hạ Uy Di                                                 | Joe                       |           |
| 1976 | 約會在早晨/The Morning Date / Cuộc hẹn buổi sáng                                                | Dương Liệt                |           |
| 1976 | 愛的奇譚/Love of Strange Talk/ Yêu người xa lạ                                                  |                           |           |
| 1976 | 小祖宗/The Little Ancestors/ Tiểu tổ tông                                                       |                           |           |
| 1977 | 波斯夕陽情/Mitra/Ba Tư tịch dương tình                                                          |                           |           |
| 1977 | 今生今世/Impetuous Fire/ Lãnh sinh lãnh thế                                                     | Thái Luân                 |           |
| 1977 | 牛郎艷遇/ Ngưu lang diễm ngô                                                                    |                           |           |
| 1977 | 出冊/The Discharged/Xuất sách                                                                   | Lý Khải Phát              |           |
| 1977 | 幽蘭在雨中/ Orchid in the Rain/ Cành lan trong mưa                                              | Chinh Dương               |           |
| 1977 | 流氓皇帝/The Scoundrel/Hoàng đế lưu manh                                                        | Lý Khải Phát              |           |
| 1978 | 情九點零三分/ Three Minutes Past Nine / Tình yêu 9 giờ 3 phút                                   | Hoa Tâm Thành             |           |
| 1978 | 白粉雙雄/ The Rascal Billionaire/ Bạch phấn song hùng                                           |                           |           |
| 1978 | 追/ The Chase / Truy đuổi                                                                       |                           |           |
| 1978 | 大冧巴/ The Big Number/ Đại lâm ba                                                              |                           |           |
| 1978 | 林亞珍/ Lam Ah Chun/ Lâm Á Trân                                                                 |                           | khách mời |
| 1978 | 金鎖匙/The Golden Key/ Chìa khóa vàng                                                           | Phương Đại Quân           |           |
| 1979 | 發窮惡/The Wickedness in Poverty/Phát cùng ác                                                   |                           |           |
| 1979 | 家法/Law Don/ Gia pháp                                                                          | Hồng Anh                  |           |
| 1980 | 隻手遮天/Absolute Monarch/ Một tay che trời                                                     |                           |           |
| 1981 | 知法犯法/The Legal Illegals/ Biết pháp phạm pháp                                                |                           |           |
| 1981 | 無毒不丈夫/Don't Kill Me, Brother!/ Vô độc bất trượng phu                                       | Phạm Quốc Hào             |           |
| 1981 | 血洗唐人街/ New York Chinatown / Khu phố đẫm máu                                                | Lôi Chấn                  |           |
| 1981 | 狂夜大風暴/ Kong Ye Dai Fung Bou/ Cuồng dạ đại phong bạo                                        |                           |           |
| 1983 | 怒拔太陽旗/ The Militarism Revival/ Nộ bạt thái dương kỳ                                        | Tong                      |           |
| 1983 | 盟/I Do! / Thề                                                                                  | Jenny                     |           |
| 1983 | 舐血的日子/Lai Hyut Di Yat Ji/ Ngày tháng đẫm máu                                               |                           |           |
| 1984 | 有 Friend 冇驚/Winner Takes All?/ Thêm bạn thêm thù                                             | Joe                       |           |
| 1984 | 黃禍/Yellow Peril/ Hoàng họa                                                                    | Dennis Quan Chí Hoa       |           |
| 1984 | 朝來寒雨晚來風/The Holocaust/Cuộc đời đơn côi                                                   | Từ Tông Hán               |           |
| 1987 | 香港小姐寫真/ Miss Hong Kong/ Hoa hậu Hồng Kông                                                 | George Lương Tử Duy       |           |
| 1987 | 江湖龍虎斗/ Flaming Brothers/ Giang hồ long hổ đấu                                              | Alan – Trần Vỹ Luân       |           |
| 1989 | 開心巨無霸/ Mr. Sunshine                                                                        | chuyên gia gở bomb        | khách mời |
| 1990 | 再戰江湖/Return Engagement/ Tái chiến giang hồ                                                  | Long Hạo Thiên            |           |
| 1990 | 義膽雄心 /Gangland Odyssey/ Nghĩa đảm hùng tâm                                                  | vai Ông Đặng              | khách mời |
| 1992 | 五湖四海/ Requital / Ngũ hồ tứ hải                                                              | đại ca Trương             | khách mời |
| 1992 | 龍騰四海/ Gun n' Rose / Long đằng tứ hải                                                        | Alan Long Nhất            |           |
| 1993 | 黑豹天下/ Warriors: The Black Panther/ Hắc báo thiên hạ                                         | Hắc báo                   |           |

### Đạo diễn
- Năm1977：出冊/The Discharged/Xuất sách
- Năm 1979: 家法/Law Don/ Gia pháp

### Sản xuất
- 1973：亡命浪子/Death on the Docks / Vong mệnh lãng tử
- 1974：冬戀/ The Splendid Love in Winter/ Đông luyến
- 1983：怒拔太陽旗/ The Militarism Revival/ Nộ bạt thái dương kỳ
- 1984：有Friend冇驚/Winner Takes All?/ Kẻ thắng làm vua
- 1985：開心三響炮/ Funny Triple
- 1985：求愛反斗星/ Crazy Romance
- 1987：江湖龍虎斗/Flaming Brothers/ Giang hồ long hổ đấu
- 1987：猛鬼差館/ The Haunted Cop Shop
- 1987：香港小姐寫真 / Miss Hong Kong/ Hoa hậu Hồng Kông
- 1988：我要富貴/ My Dear Son
- 1988：旺角卡門/ As Tears Go By/ Vượng giác các môn
- 1989：捉鬼大師/ Vampire Buster
- 1990：再戰江湖/Return Engagement/ Tái chiến giang hồ
- 1991：阿飛正傳/ Days of Being Wild/ A Phi chính truyện
- 1992：龍騰四海/ Gun n' Rose / Long đằng tứ hải
- 1993：黑豹天下 /Warriors: The Black Panther/ Hắc báo thiên hạ